# Radrennbahn Newark
Das Radrennbahn Newark bestand von 1907 bis 1930 im US-amerikanischen Newark, New Jersey.
Schon in den 1890er Jahren verfügte Newark über zwei Radrennbahnen. Eine Bahn fiel 1904 einem Feuer zum Opfer, 1907 wurde die zweite, die sich im Ortsteil Vailsburg befand, abgerissen und durch die neue Bahn auf der gegenüberliegenden Straßenseite ersetzt. Die Holzbahn war rund 275 Meter lang, sodass sechs Runden eine Meile ergaben. In dem überdachten Velodrom war Platz für rund 12.000 Zuschauer. Die Radrennbahn Newark, die seinerzeit höchsten Ansprüchen genügte, galt als bedeutendste in den Vereinigten Staaten.
1912 wurden in Newark die Bahn-Weltmeisterschaften ausgetragen, bei der alle drei zu vergebenen Goldmedaillen an US-amerikanische Fahrer gingen: im Sprint der Profis an Frank Kramer, im Steherrennen an George Wiley und im Sprint der Amateure an Donald McDougall.
1915 kam es auf der Radrennbahn zu einem tragischen Zwischenfall: Der frühere Radrennfahrer und jetzige Direktor der Bahn, Floyd MacFarland, bemerkte, dass ein Verkäufer für Erfrischungen namens David Lantenberg Werbeplakate an die Bande der Bahn schraubte. MacFarland hatte dies verboten, weil immer wieder Schrauben oder Nägel auf der Bahn gelandet waren, was gefährlich für die Rennfahrer war. Es kam zu einem lautstarken Streit vor rund 150 Zeugen. Als MacFarland versuchte, Lantenberg den Schraubenzieher zu entwinden, stach dieser ihn mit dem Werkzeug versehentlich in den Hinterkopf. Über seine eigene Tat entsetzt, brachte Lantenberg MacFarland mit seinem Auto ins Krankenhaus, wo dieser jedoch starb.
Als Direktor der Radrennbahn folgte auf McFarland der einflussreiche Radsport-Manager John Chapman, der u. a. auch die Sechstagerennen in New York City organisierte und eine starke Monopolstellung im amerikanischen Bahnradsport hatte. Bis zu McFarlands Tod waren die beiden Männer Rivalen um den Einfluss im amerikanischen Profi-Bahnradsport gewesen. In den folgenden Jahren war die Radrennbahn Ort zahlreicher hochklassig besetzter Rennen mit Fahrern aus Nordamerika und Europa.
1922 fuhr Frank Kramer, der in der Nähe von Newark lebte, auf der Bahn sein Abschiedsrennen. Infolge der Weltwirtschaftskrise wurde die Radrennbahn unrentabel und 1930 abgerissen. Heute befindet sich dort der Vailsburg Park.